# Agostino Setti
Agostino Setti (Robecco Pavese, 19 dicembre 1894 – Selo, 19 agosto 1917) è stato un militare italiano.
Soldato del 1º Reggimento della Brigata Granatieri di Sardegna del Regio Esercito, combatte durante la prima guerra mondiale, venendo decorato di Medaglia d'oro al valor militare alla memoria.

## Biografia
Nacque a Robecco Pavese, un piccolo paese dell'Oltrepò Pavese, il 19 dicembre 1894, figlio di Luigi di professione contadino, e Rachele Poletti. Rimasto orfano di padre in giovane età, emigrò in Argentina per contribuire al mantenimento della famiglia, stabilendosi a Buenos Aires, dove svolse il mestiere di falegname. Nei mesi che precedettero la dichiarazione di guerra all'Impero austro-ungarico,  fu richiamato in servizio all'atto della mobilitazione generale.  Rientrato immediatamente in Patria si presentò presso il distretto militare di Tortona, dove fu arruolato nel Regio Esercito, ed assegnato al 1º Reggimento della Brigata "Granatieri di Sardegna".
Nel corso del maggio del 1915, dopo la dichiarazione di guerra, oltrepassò con il suo reggimento il confine con l'Austria-Ungheria per raggiungere il settore di Monfalcone.  Venne ferito in combattimento, rientrando in servizio dopo una lunga convalescenza, assegnato al 4º Battaglione con l'incarico di ciclista porta-ordini. A partire dal 20 maggio e fino al 3 giugno del 1916 partecipò ai combattimenti per la difesa dell'altopiano di Asiago,  combattendo sul Monte Cengio, in Val Canaglia, a Cesuna e a Magnaboschi, percorrendo con la sua bicicletta le zone battute dall'artiglieria nemica per portare gli ordini tra i vari reparti. Nel mese di settembre prese parte all'occupazione dell'altura di San Grado di Merna,  sul Carso.
Alla fine del mese di agosto del 1917 prese parte, con il suo reggimento, alla conquista dell'altura di Stari Lovka, che costò la vita a 1.518 soldati italiani. Il 19 agosto fu mandato a consegnare un importante ordine che poteva cambiare il destino del suo battaglione, e per farlo dovette attraversare una zona scoperta, battuta dal tiro del nemico. Lanciatosi sul campo di battaglia venne ferito a morte, e stringendo la lettera tra i denti strisciò fino al comando italiano dove si spense subito dopo. Alla sua memoria, il 16 agosto del 1918, venne decretata la concessione della Medaglia d'oro al valor militare.
Dopo la fine della guerra gli furono intitolate vie a Pavia e nella sua provincia, mentre nel comune di Santa Giuletta sorge un piccolo museo dei combattenti e reduci a lui intitolato.

### Annotazioni
1. ↑  Tale unità era inquadrata nella 13ª Divisione.

### Fonti
1. 1 2  Castagnoli 2003, p. 18.
2. 1 2  Cavaciocchi, Ungari 2014, p. 33.
3. 1 2 3 4 5  Castagnoli 2003, p. 19.
4. ↑  Cadorna 1921, p. 138.
5. ↑  Cadorna 1921, p. 215.
6. 1 2 3 4 5  Castagnoli 2003, p. 20.